# Ælfgar
Ælfgar (auch Algar oder Elgar; † 1062) war ein angelsächsischer Earl im 11. Jahrhundert.

## Familie
Ælfgar war der Sohn des Earl Leofric von Mercia, dessen berühmte Frau Lady Godiva seine Mutter oder Stiefmutter war.
Er war mit Aelfgifu verheiratet, mit der er drei Kinder hatte: Die Tochter Ealdgyth, die in erster Ehe mit dem walisischen König Gruffydd ap Llywelyn, in zweiter Ehe mit Harald Godwinson verheiratet war und die Söhne Edwin, sein Nachfolger als Earl von Mercia, und Morcar der spätere Earl von Northumbria.

## Leben
Ælfgar erhielt während der Flucht Harald Godwinsons von 1051 bis 1052 kurzzeitig dessen Earldom in East Anglia.
1053, nach dem Tod Godwins, übernahm Harald Godwinson dessen Earldom Wessex und sein Sohn Ælfgar wurde als Haralds Nachfolger zum Earl of East Anglia eingesetzt.
Ælfgar wurde 1055 aus unbekannten Gründen wegen Verrats von König Eduard dem Bekenner angeklagt, abgesetzt und verbannt. Er verbündete sich mit Gruffydd ap Llywelyn von Wales, stellte in Irland ein Heer auf und griff Herefordshire an. Eduards Neffe Earl Rodulph, der die Plünderer aufhalten sollte, und seine Männer wurden bei einem Ausfall aus Hereford Castle am 24. Oktober 1055 entscheidend geschlagen. Hereford wurde erobert, Stadt, Kloster und Kathedrale gebrandschatzt und die erst vor kurzem errichtete Burg zerstört. Harald Godwinson vertrieb in Eduards Auftrag die Eindringlinge und baute Hereford wieder auf. Nachdem in Byligesleage (Bilsley) Frieden geschlossen worden war, wurde Ælfgar wieder in sein Amt eingesetzt und erhielt Ländereien zurück. Im folgenden Jahr heiratete Gruffydd ap Llywelyn Ælfgars Tochter Ealdgyth.
Nach dem Tod seines Vaters Leofric von Mercia 1057 wurde Ælfgar Earl von Mercia.
Earl Ælfgar wurde 1058 ein zweites Mal von Eduard dem Bekenner seines Amtes enthoben. Wieder verbündete er sich mit seinem Schwiegersohn Gruffydd ap Llywelyn von Wales und eroberte seine Grafschaft, auch durch die Hilfe einer norwegischen Flotte, zurück.
Als Ælfgar 1062 starb, wurde sein ältester Sohn Edwin (auch Eadwin) Earl von Mercia. Sein zweiter Sohn Morcar (auch Morkere) wurde 1065 Earl von Northumbria.